# Zespół Alicji w Krainie Czarów

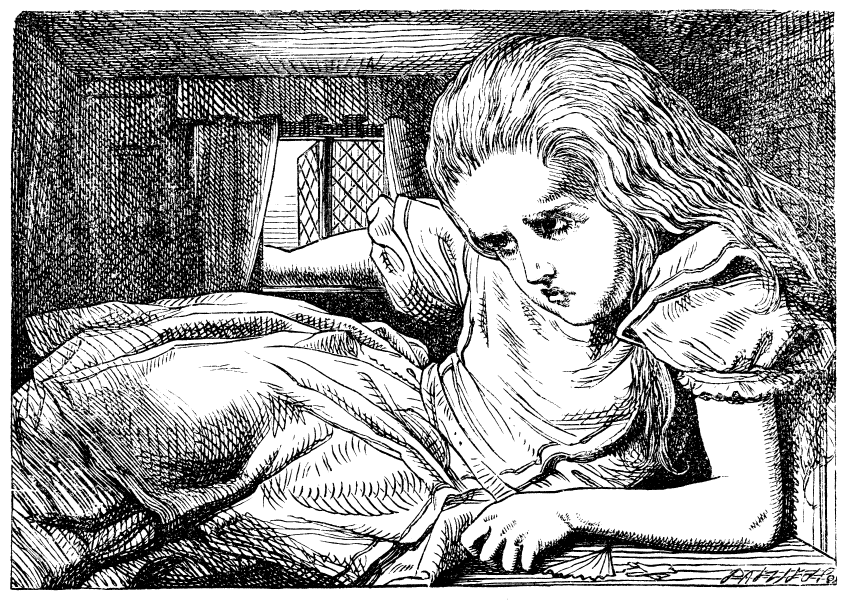
Alicja w Krainie Czarów. Osoba za duża w stosunku do otoczenia (ilustracja Johna Tenniela).

Zespół Alicji w Krainie Czarów – zaburzenie psychosensoryczne, halucynacje i iluzje percepcji ciała występujące u ludzi w przebiegu różnych chorób, zwłaszcza migreny z aurą.
Zespół został po raz pierwszy opisany w 1952 roku przez Lippmana i nazwany w 1955 roku przez Todda. Lippman podaje przypadki siedmiu pacjentów, którzy opisywali zmiany swojego ciała. Jeden z pacjentów Lippmana miał sensację zwiększania lewego ucha o 6 cali, inny pacjent uważał, że jest bardzo wysoki: tak, że idąc po ulicy, był w stanie patrzeć na głowy innych przechodniów. Objawy występują głównie rano, po przebudzeniu. Samo zaś zaburzenie dotyczy przede wszystkim dzieci w wieku 5–10, rzadziej występuje u dorosłych.
W jednej ze słynnych scen Przygód Alicji w Krainie Czarów Alicja wypija butelkę z napisem „Wypij mnie” i zmniejsza się, potem je ciastko z napisem „Zjedz mnie” i zwiększa się. Jej rozmiary zmieniają się podczas spotkań z różnymi bohaterami książki. Jedna z pacjentek Lippmana opisuje podobne sensacje. Autor Przygód Alicji w Krainie Czarów Lewis Carroll sam cierpiał na migreny.

## Objawy
Do najczęstszych objawów zespołu należą:
- zmiany w postrzeganiu wzrokowym – obserwowane obiekty wydają się znajdować bliżej lub dalej bądź wydają się być większe lub mniejsze niż są w rzeczywistości,
- zmiany w postrzeganiu swojego ciała – części ciała wydają się mieć inne wymiary; powstaje wrażenie, że ciało jest większe lub mniejsze niż jest naprawdę,
- zaburzenie w postrzeganiu tekstur – podłoga może wydawać się gąbczasta, a pościel będzie wyglądała jak zrobiona z kamienia,
- zaburzenia upływu czasu – może powstawać wrażenie, że czas nagle przyspiesza i zwalnia,
- zaburzenia emocjonalne – silne uczucie, że jest się śledzonym. Wrażenie, że obok znajduje się osobliwość, w której znajduje się umysł osoby, który również jest widziany jako lekko mglista kula z czarną otoczką obok naszej głowy; odczuwane jest uczucie bardzo silnego lęku,
- zaburzenia równowagi – uczucie utrzymywania pochyłej pozycji ciała, podczas gdy osoba stoi prosto,
- zmiany w odbieraniu dźwięków – normalne dźwięki i głosy wydają się pochodzić z daleka, są głośne i agresywne.